# Người Argentina gốc Phi
Người Argentina gốc Phi là người Argentina có gốc tổ tiên tại châu Phi cụ thể hơn là Sahara. Tại cuộc điều tra dân số quốc gia Argentina năm 2010, tổng dân số là 40.117.096, trong đó 149.493 (0,37%) được xác định là người Argentina gốc Phi.

## Lịch sử
Dân số người Argentina gốc Argentina do buôn bán nô lệ trong các thế kỷ thống trị của Tây Ban Nha về sự trung thành của người Río de la Plata có một vai trò lớn trong lịch sử Argentina. Trong thế kỷ 18 và 19, họ chiếm tới năm mươi phần trăm dân số ở một số tỉnh và có tác động sâu sắc đến văn hóa quốc gia. Một số giả thuyết cho rằng vào thế kỷ 19, dân số người Argentina gốc Argentina giảm mạnh do một số yếu tố, như Chiến tranh Độc lập Argentina (khoảng năm 1810-1818), tỷ lệ tử vong trẻ sơ sinh cao, số lượng các cặp vợ chồng kết hôn ở dân tộc này thấp, Chiến tranh Paraguay, dịch tả năm 1861 và 1864, và dịch bệnh sốt vàng năm 1871. Vào cuối thế kỷ 19, dân số người Argentina bao gồm chủ yếu là phụ nữ, những người trộn lẫn với số lượng lớn người nhập cư châu Âu.

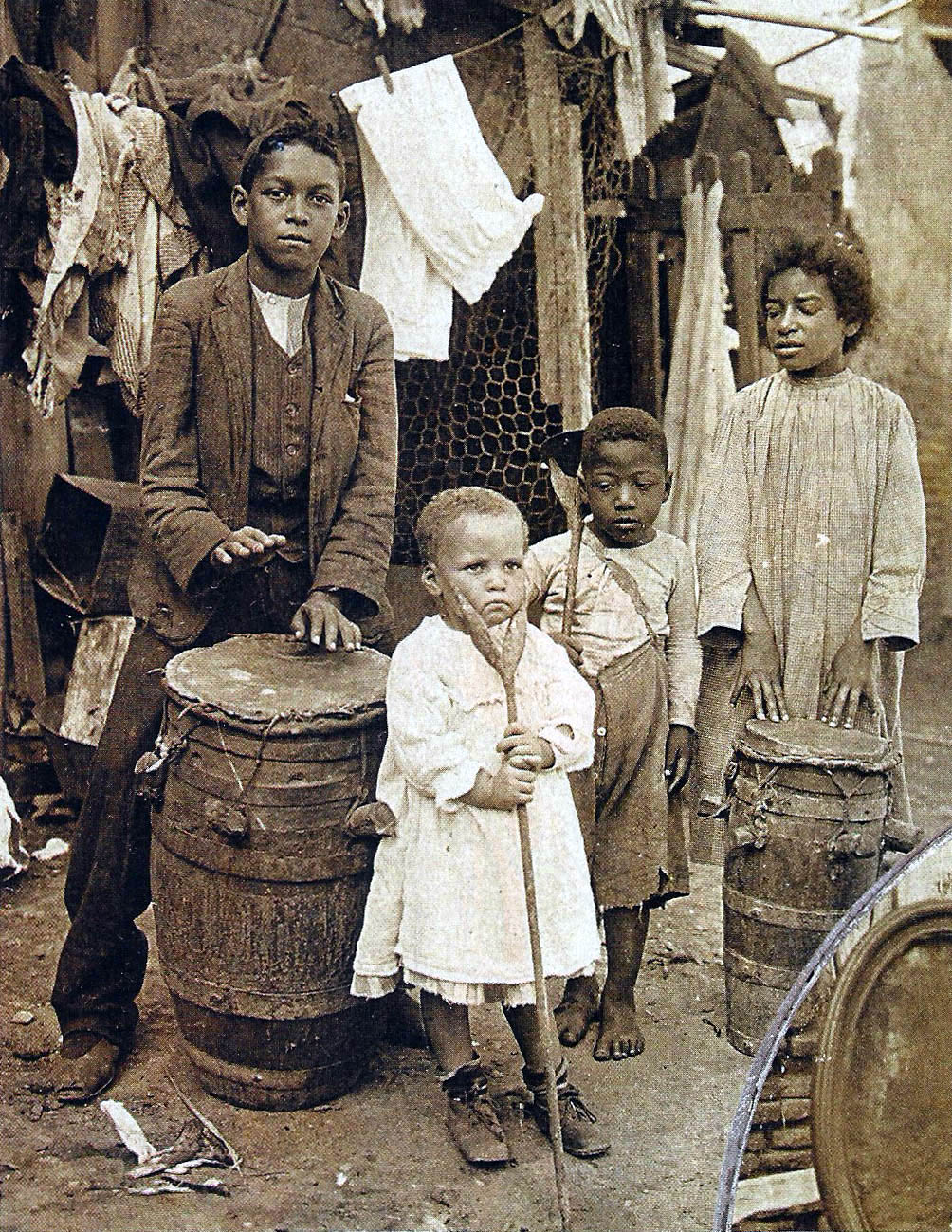
Gia đình người Argentina gốc Phi ở Buenos Aires, 1908

Mặc dù thực tế là vào những năm 1960, người ta đã tính toán rằng Argentina đã nợ 2/3 khối lượng dân số của mình cho nhập cư châu Âu, trên 5% quốc gia Argentina họ có ít nhất một tổ tiên da đen và hơn 20% họ làm không biết họ có tổ tiên da đen hay không. Các nghiên cứu di truyền được thực hiện vào năm 2005 cho thấy mức độ đóng góp di truyền ở châu Phi trung bình trong dân số của Buenos Aires là 2,2%, nhưng thành phần này tập trung ở 10% dân số có mức độ cao hơn đáng kể ở châu Phi tổ tiên. Ngày nay, vẫn còn một cộng đồng người Argentina gốc Phi đáng chú ý ở các quận San Telmo và La Boca của Buenos Aires. Ngoài ra còn có khá nhiều người Argentina gốc Phi ở các thành phố Merlo và Ciudad Evita, trong khu vực đô thị của thủ đô Buenos Aires.
Tỷ lệ này cao hơn so với tỷ lệ được báo cáo ở nhiều quốc gia xung quanh, vì chỉ có 2% dân số Paraguay, 3,8% của Chile, 3,1% của Peru và 0,35% dân số Bolivia là người gốc. Nó cũng cao hơn các quốc gia láng giềng Brazil, vì miền nam Brasil chỉ chiếm 3 đến 5% người nước ngoài. Tổng dân số của afroargentines bằng 4 đến 5 lần so với dân số Uruguay, vì dân số 3,5 triệu người của Uruguay bao gồm 12% người gốc.
Kể từ năm 2013, ngày 8 tháng 11 đã được tổ chức như Ngày Quốc khánh của người Argentina gốc Phi và Văn hóa Châu Phi. Ngày này được chọn để kỷ niệm ngày được ghi nhận cho cái chết của María Remedios del Valle, một chiến binh rabona và du kích, từng phục vụ trong Quân đội miền Bắc trong Chiến tranh Độc lập Argentina.